# Vangelis Pavlidis (Fußballspieler)
Evangelos „Vangelis“ Pavlidis (griechisch Ευάγγελος «Βαγγέλης» Παυλίδης, * 21. November 1998 in Thessaloniki) ist ein griechischer Fußballspieler. Der Stürmer steht bei Benfica Lissabon in der portugiesischen Primeira Liga unter Vertrag und ist A-Nationalspieler. 

## Karriere

### Vereine
Pavlidis wechselte im Jahr 2014 vom in Thessaloniki ansässigen Bebides 2000 in die Jugendabteilung des VfL Bochum. Dort rückte er zur Saison 2015/16 in den Profikader auf. Mitte April 2016 unterschrieb er seinen ersten Profivertrag mit einer Laufzeit bis zum 30. Juni 2019. Am 15. Mai 2016 stand Pavlidis für das Ligaspiel beim 1. FC Heidenheim erstmals im Kader der ersten Mannschaft und debütierte beim 4:2-Sieg in der 2. Bundesliga, nachdem er in der 78. Minute für Janik Haberer eingewechselt worden war.
Am 26. Januar 2018 verlieh ihn der VfL Bochum für den Rest der Saison an den Regionalligisten Borussia Dortmund II. Zur Regionalligasaison 2018/19 wurde die Leihe verlängert; gleichzeitig verlängerte Pavlidis auch seinen Vertrag beim VfL Bochum bis zum 30. Juni 2020.
Der Leihvertrag wurde am 16. Januar 2019 nach 32 Einsätzen und 6 Toren im Dienste der Westfalen vorzeitig aufgelöst und Pavlidis an den niederländischen Erstligisten Willem II Tilburg weiterverliehen, um sich auf höherem Niveau beweisen zu können. Der Leihvertrag beinhalte eine Verpflichtungsklausel. Nach 12 Einsätzen in der Eredivisie, in denen er 3 Tore erzielte, zogen die die Niederländer Ende April 2019 die Kaufoption und statteten Pavlidis mit einem bis Juni 2022 gültigen Vertrag aus. In der Spielzeit 2019/20 avancierte er zum Stammspieler und stand bis zu einer aufgrund der COVID-19-Pandemie erzwungenen Saisonunterbrechung in jedem der 25 Ligaspiele in der Startelf, er erzielte in der Liga 11 Tore. In der Saison 2020/21 folgten 34 Ligaeinsätze (33-mal von Beginn) mit 12 Torerfolgen.
Zur Saison 2021/22 wechselte Pavlidis zum Ligakonkurrenten AZ Alkmaar. Er unterschrieb einen Vertrag bis zum 30. Juni 2025 und traf auf seinen jüngeren Bruder Vasilios, der gleichzeitig für die zweite Mannschaft verpflichtet wurde. In der ersten Saison unter Alkmaar erzielte er 16 Ligatore (bei 33 Ligaeinsätzen) und belegte damit hinter Sébastien Haller und Loïs Openda den dritten Platz in der Torjägerliste. In der UEFA Europa Conference League 2021/22 erreichte er mit seiner Mannschaft bis ins Achtelfinale, wo sie gegen FK Bodø/Glimt scheiterten – in 8 Spielen erzielte er 4 Tore. In der darauffolgenden Saison zog er mit Alkmaar bis Halbfinale, wo sie beim späteren Titelsieger West Ham United scheiterten. In der Eredivise erzielte er 12 Tore in 25 Ligaeinsätzen. In der anschließenden Saison war Pavlidis der erste Spieler in der Geschichte der Eredivisie, der an jedem der ersten neun Spieltage ein Tor erzielte, in den ersten neun Spielen erzielte 13 Tore. Er beendete die Eredivisie-Saison mit 29 Toren (bei 34 Ligaeinsätzen) und war neben Luuk de Jong der beste Torschütze der Saison. In der UEFA Europa Conference League 2023/24 erzielte er 3 Tore bei 6 Einsätzen, mit Alkmaar erreichte er nur die Gruppenphase.
Im Juli 2024 wechselte er nach Portugal zu Benfica Lissabon, er unterzeichnete einen Fünfjahresvertrag.

### Nationalmannschaft
Pavlidis nahm mit der griechischen U17-Nationalmannschaft im Mai 2015 an der U17-Europameisterschaft in Bulgarien teil. Im Turnier kam er in allen Gruppenspielen zum Einsatz, konnte jedoch trotz zwei erzielten Toren das Ausscheiden seiner Mannschaft nicht verhindern. Insgesamt lief er für die U17 in 13 Spielen auf und markierte dabei vier Treffer.
Am 8. Oktober 2015 debütierte Pavlidis beim 2:1-Sieg gegen Russland in der U19-Auswahl. Zwei Tage später kam er bei einem weiteren Spiel gegen Russland (1:1) erneut zum Einsatz. Insgesamt erzielte er in elf Spielen für die U19 drei Tore. Im Januar 2018 spielte Pavlidis zweimal für die U20-Nationalmannschaft. Im Juni 2019 kam er zu zwei Einsätzen für die U21.
Am 5. September 2019 debütierte Pavlidis bei der 0:1-Niederlage in der EM-Qualifikation gegen Finnland in der A-Nationalmannschaft.

## Erfolge/Titel
- Torschützenkönig der Eredivisie: 2023/24

## Persönliches
Sein jüngerer Bruder Vasilios (* 2002) ist ebenfalls Fußballspieler.